# Kia Stevensová
Kia Michelle Stevensová (* 4. září 1977), lépe známa jako Awesome Kong, Amazing Kong a Kharma, je americká profesionální wrestlerka. Nejvíce známa je pro své působení v Total Nonstop Action Wrestling a WWE. Je pětinásobná ženská šampionka, držela WWWA Světový titul, NWA Světový ženský titul a AWA Hvězdy wrestlingu světový ženský titul, je také dvounásobná TNA Knockout šampionka. Úspěch nesklízí jen jako samostatná wrestlerka, často bývala v týmu s Ajou Kong, společně známé jako Double Kong, a s Hamadou získala TNA Knockouts Tag Teamové tituly. Také se umístila na prvním místě v zahajovacím žebříčku 50 nejlepších wrestlerek od magazínu Pro Wrestling Illustrated.
Svou profesionální wrestlingovou kariéru zahájila v roce 2002 po účasti v televizní reality show Tough Enough, inspirovala ji WWF wrestlerka Chyna. Prvních pět let v její kariéře zápasila především pro japonské orgazinace a držela mnoho titulů. V roce 2006 začala zápasit i ve Spojených státech, nejprve na nezávislé scéně a poté podepsala smlouvu s TNA Wrestling.

## Ve wrestlingu
- Ukončovací chvaty
  - Amazing Bomb (nezávislá scéna / Japonsko) / Awesome Bomb (Sitout powerbomb) (TNA)
  - Amazing Press (nezávislá scéna / Japonsko) / Diving splash (TNA)
  - Implant Buster (TNA) / Impact Buster (WWE) (Lifting double underhook facebuster)
- Další chvaty
  - Accordion Rack (Bow and arrow backbreaker rack)
  - Body avalanche
  - Gorilla press slam
  - Jednoručný nebo dvouručný chokeslam
  - Running splash
  - Short-range lariat
  - Spinning backfist
- Manažeři
  - Raisha Saeedová
- Theme songy
  - "Empire March" od Dalea Olivera (TNA)
  - "Bad Kharma" od Jima Johnstona (WWE)

## Šampionáty a ocenění
- All Japan Women's Pro-Wrestling
  - WWWA Světový šampionát v těžké váze (1krát)
  - WWWA Světový šampionát mezi týmy (1krát) - s Ajou Kong
  - Japan Grand Prix (2003)
- AWA Superstars of Wrestling
  - AWA Superstars Světový ženský šampionát (1krát)
- Cauliflower Alley Club
  - Cena za nejlepší wrestlerku (2011)
- ChickFight
  - ChickFight IX
- GAEA Japan
  - AAAW Šampionát mezi týmy (1krát) - s Ajou Kong
- HUSTLE
  - Hustle Super Šampionát mezi týmy (1krát) - s Erikou
- Ladies Legend Pro Wrestling
  - LLPW Šampionát mezi týmy (1krát) - s Ajou Kong
- NWA Midwest
  - NWA Světový ženský šampionát (1krát)
- NEO Japan Ladies Pro Wrestling
  - NEO Šampionát mezi týmy (2krát) - s Marukou Matsuovou (1) a Kyoko Kimurou (1)
- Pro Wrestling Illustrated
  - 1. místo v žebříčku nejlepších 50 wrestlerek PWI Female 50 v roce 2008
  - PWI Žena roku (2008)
- Pro Wrestling World-1
  - World-1 Ženský šampionát (1krát)
- Total Nonstop Action Wrestling
  - TNA Ženský Knockout šampionát (2krát)
  - TNA Knockouts šampionát mezi týmy (1krát) - s Hamadou